# بیرقدار تی‌بی۲
بیرقدار تی‌بی۲ یک پهپاد رزمی (UCAV) با مقاومت در ارتفاع متوسط ساخت ترکیه است که می‌تواند عملیات پرواز رزمی از راه دور یا به‌طور مستقل انجام دهد. توسط شرکت بایکار ساخته شده و در وهله اول برای نیروی هوایی ترکیه (TAF) به کار گرفته شد. پهپاد از ایستگاه کنترل زمینی از جمله در به‌کارگیری سلاح، توسط سرویس کنترل هوایی کنترل می‌شود. بیرقدار به معنای «پرچمدار» است. توسعه پهپاد تا حد زیادی به سلجوق بیرقدار، دانشجوی سابق MIT و داماد رجب طیب اردوغان نسبت داده شده‌است.

## توسعه

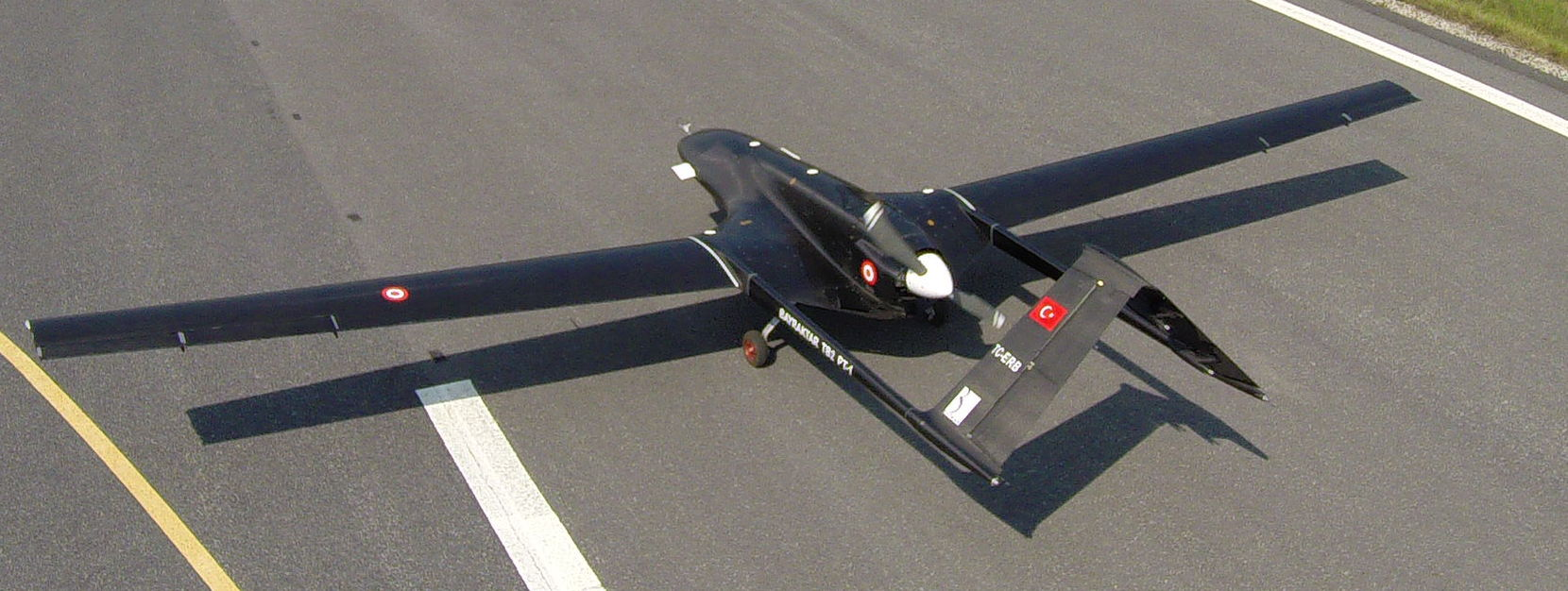
پهپاد بیرقدار تی‌بی۲ در باند فرود

توسعه پهپادهای بیرقدار تی بی۲ با ممنوعیت صادرات هواپیماهای بدون سرنشین مسلح (پهپاد رزمی) به ترکیه توسط ایالات متحده به دلیل نگرانی در مورد استفاده علیه گروه‌های پ.ک. ک در داخل و خارج ترکیه، تشویق شد.
موتورهای پهپاد بیرقدار روتاکس ۹۱۲ ساخت اتریش هستند.
بیرقدار تی بی ۲ اولین بار در اوت ۲۰۱۴ پرواز کرد. در ۱۸ دسامبر ۲۰۱۵، ویدئویی برای آزمایش موشک‌های شلیک شونده از پهپاد بیرقدار تی‌بی۲ منتشر شد.

## تاریخ عملیات

### عراق
طبق وزارت دفاع ترکیه، بیرقدار تی‌بی۲ در اوایل نوامبر ۲۰۱۹ علیه شبه نظامیان پ.ک. ک در آن سوی مرز عراق استفاده شد.

### لیبی

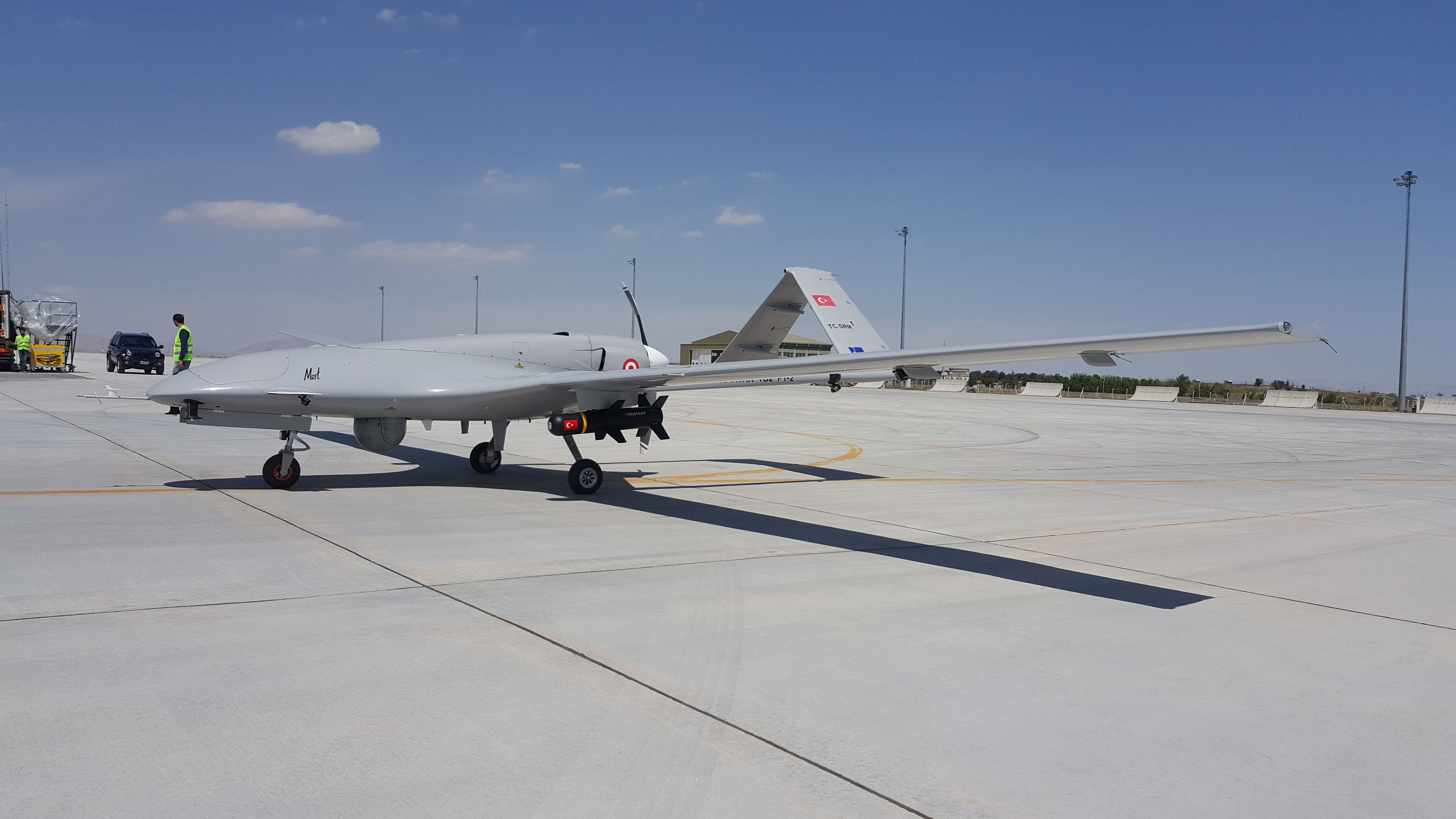
بیرقدار تی بی ۲ مسلح شده

در ژوئن ۲۰۱۹، رسانه‌های خبری بین‌المللی گزارش دادند که دولت توافق ملی لیبی از بیرقدار برای حمله به پایگاه هوایی ژنرال خلیفه حفتر لیبی استفاده کرده‌است. علی‌رغم تحریم سازمان ملل متحد در مورد جنگ داخلی لیبی، گمان می‌رود که حداقل ۳ بیرقدار توسط دولت به رسمیت شناخته شده در طرابلس استفاده شده. از طرف دیگر، نیروهای ژنرال LNA حفتر ادعا کردند که یک پهپاد را در فرودگاه میتیگا منهدم کرده‌اند

### سوریه
بیرقدار همراه با پهپادهای آنکا-S و همچنین مجموعه ای از پارازیت‌های الکترونیکی مستقر شدند و به‌طور گسترده در اقدامات هماهنگ برای حمله به اهداف در زمین در طول عملیات سپر بهار که توسط ترکیه به دنبال خسارات سنگینی که نیروهای ترکیه متحمل شده بودند، استفاده شدند.

### آذربایجان

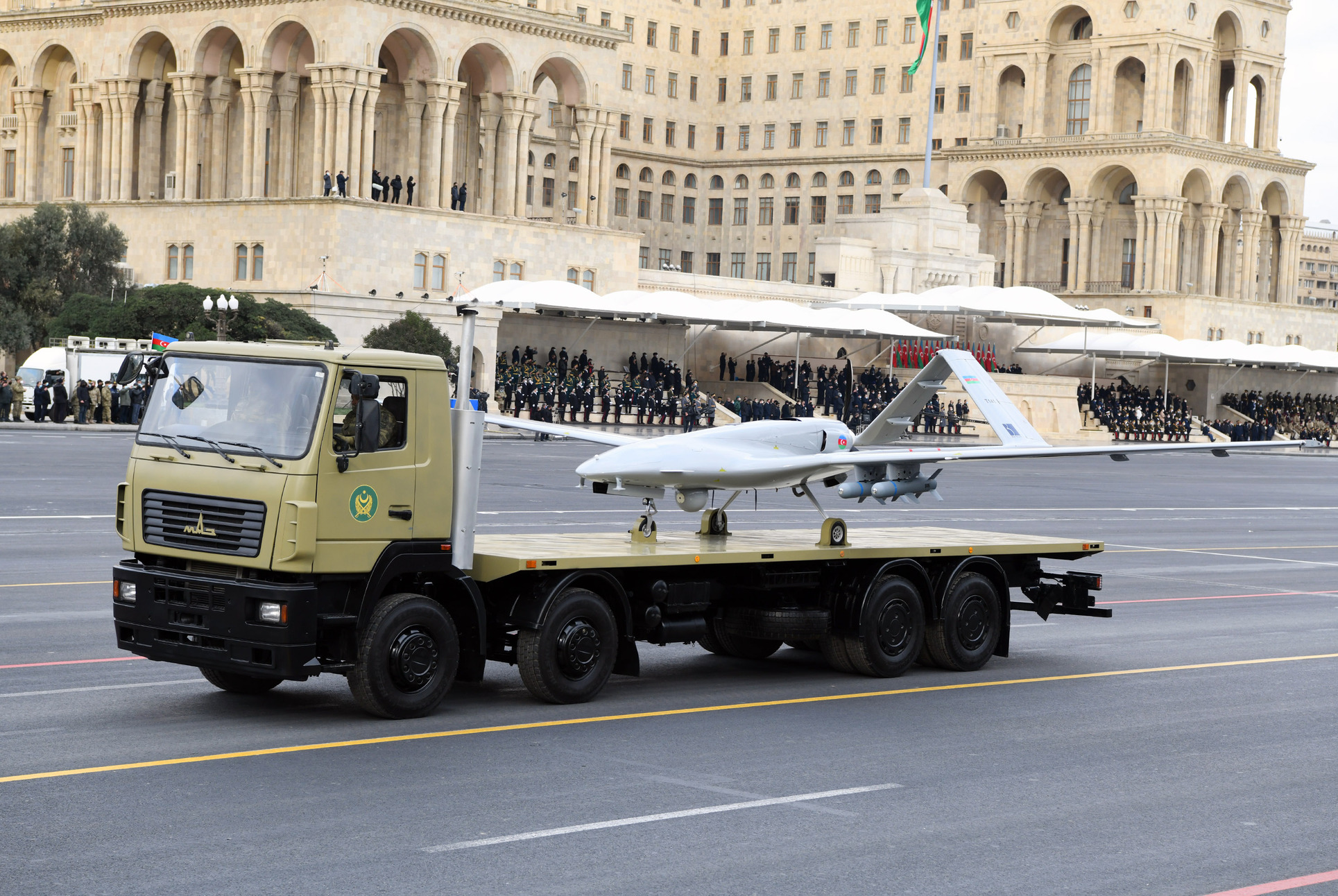
نمایش بیرقدار تی‌بی۲ در رژه پیروزی در باکو در ۱۰ دسامبر ۲۰۲۰

در ژوئن ۲۰۲۰، وزیر دفاع آذربایجان، ذاکر حسن اف اعلام کرد که آذربایجان تصمیم به خرید پهپاد بیرقدار را از ترکیه گرفته‌است. در حین منازعات و درگیری ۲۰۲۰ قره باغ، بیرقدار تی‌بی۲ علیه نیروهای مسلح ارمنستان و علیه پستهای نظامی ارمنستان استفاده شده‌است.

### اوکراین
ترکیه در سال ۲۰۱۹ میلادی شش فروند از این پهپادها را تحویل اوکراین داد که از آنها در جریان نبرد دولت مرکزی علیه جدایی‌طلبان شرق اوکراین در منطقه دونباس نیز استفاده شد. اوکراین همچنین در سپتامبر ۲۰۲۱ میلادی تصمیم به خرید ۲۴ پهپاد دیگر گرفت. در جریان درگیری‌های نظامی بین روسیه و اوکراین دست کم هفت فروند از این پهپادها ساقط شده است.

## کاربرها
- جمهوری آذربایجان
- لیبی
- ترکیه: ۱۱۰ پهپاد بیرقدار تی‌بی۲
- قطر: ۶ پهپاد بیرقدار تی‌بی۲
- اوکراین: ۶ پهپاد بیرقدار تی‌بی۲
- لهستان: نیروهای مسلح لهستان ۲۴ فروند پهپاد سفارش داده‌اند که اولین محموله آن در سال ۲۰۲۲ تحویل شد.[۱۷]
- مراکش: نیروی هوایی پادشاهی مراکش ۱۳ فروند بیرقدار تی‌بی۲ سفارش داده‌ است.[۱۸][۱۹][۲۰][۲۱]
- آلبانی: در ۳ ژوئیه ۲۰۲۱ آلبانی اعلام کرد قصد خرید بیرق دار تی بی ۲ را دارد.